# Élections législatives de 2017 dans l'Ariège
Les élections législatives françaises de 2017 se déroulent les 11 et 18 juin 2017. Dans le département de l'Ariège, deux députés sont à élire dans le cadre de deux circonscriptions.

## Élus
| Circonscription                                 | Député sortant     | Parti | Parti | Député élu ou réélu | Parti | Parti |
| ----------------------------------------------- | ------------------ | ----- | ----- | ------------------- | ----- | ----- |
| 1re                                             | Frédérique Massat* |       | PS    | Bénédicte Taurine   |       | LFI   |
| 2e                                              | Alain Fauré        |       | PS    | Michel Larive       |       | LFI   |
| * député sortant ne se représentant pas en 2017 |                    |       |       |                     |       |       |

## Contexte

### Rappel des résultats départementaux des élections de 2012
| Parti          | Parti                                       | Premier tour | Premier tour | Second tour | Second tour | Sièges |
| Parti          | Parti                                       | Voix         | %            | Voix        | %           | Sièges |
| -------------- | ------------------------------------------- | ------------ | ------------ | ----------- | ----------- | ------ |
|                | Parti socialiste                            | 33 984       | 48,01        | 22 587      | 67,03       | 2      |
|                | Europe Écologie Les Verts dont Régionaliste | 2 939        | 4,15         |             |             | 0      |
|                | Majorité présidentielle                     | 36 923       | 52,16        | 22 587      | 67,03       | 2      |
|                |                                             |              |              |             |             |        |
|                | Union pour un mouvement populaire           | 14 018       | 19,80        | 11 108      | 32,97       | 0      |
|                | Divers droite dont DLR et PCD               | 143          | 0,20         |             |             | 0      |
|                | Droite parlementaire                        | 14 161       | 20,01        | 11 108      | 32,97       | 0      |
|                |                                             |              |              |             |             |        |
|                | Front national                              | 8 335        | 11,77        |             |             | 0      |
|                | Front de gauche                             | 7 909        | 11,17        | 0           |             |        |
|                | Extrême gauche dont LO et NPA               | 1 489        | 2,10         | 0           |             |        |
|                | Mouvement démocrate                         | 1 171        | 1,65         | 0           |             |        |
|                | Alliance écologiste indépendante            | 798          | 1,13         | 0           |             |        |
|                |                                             |              |              |             |             |        |
| Inscrits       | Inscrits                                    | 116 418      | 100,00       | 59 751      | 100,00      | 2      |
| Abstentions    | Abstentions                                 | 44 106       | 37,89        | 24 521      | 41,04       |        |
| Votants        | Votants                                     | 72 312       | 62,11        | 35 230      | 58,96       |        |
| Blancs et nuls | Blancs et nuls                              | 1 526        | 2,11         | 1 535       | 4,36        |        |
| Exprimés       | Exprimés                                    | 70 786       | 97,89        | 33 695      | 95,64       |        |

### Résultats de l'élection présidentielle de 2017 par circonscription
| Circonscription | 1er tour | 1er tour | 1er tour | 1er tour  |         | 2d tour | 2d tour |
| Circonscription | Macron   | Le Pen   | Fillon   | Mélenchon | Macron  | Le Pen  |         |
| --------------- | -------- | -------- | -------- | --------- | ------- | ------- | ------- |
| Circonscription |          |          |          |           |         |         |         |
| 1re             | 21,74 %  | 20,3 %   | 11,69 %  | 27,57 %   | 65,53 % | 34,47 % |         |
| 2e              | 20,14 %  | 22,99 %  | 13,73 %  | 25,65 %   | 60,84 % | 39,16 % |         |

## Résultats

### Résultats à l'échelle du département
|                                            |                                      |                           |                           |                          |                          |        |
|                                            |                                      | Premier tour 11 juin 2017 | Premier tour 11 juin 2017 | Second tour 18 juin 2017 | Second tour 18 juin 2017 |        |
|                                            |                                      |                           |                           |                          |                          |        |
|                                            |                                      | Nombre                    | % des inscrits            | Nombre                   | % des inscrits           |        |
| Inscrits                                   | Inscrits                             | 117 431                   | 100,00                    | 117 405                  | 100,00                   |        |
| Abstentions                                | Abstentions                          | 53 553                    | 45,60                     | 60 209                   | 51,28                    |        |
| Votants                                    | Votants                              | 63 878                    | 54,40                     | 57 196                   | 48,72                    |        |
|                                            |                                      |                           | % des votants             |                          | % des votants            |        |
| Bulletins blancs                           | Bulletins blancs                     | 1 262                     | 1,98                      | 4 150                    | 3,53                     |        |
| Bulletins nuls                             | Bulletins nuls                       | 646                       | 1,01                      | 2 773                    | 2,36                     |        |
| Suffrages exprimés                         | Suffrages exprimés                   | 61 970                    | 97,01                     | 50 273                   | 87,90                    |        |
|                                            |                                      |                           |                           |                          |                          |        |
| Étiquette politique                        | Étiquette politique                  | Voix                      | % des exprimés            | Voix                     | % des exprimés           | Sièges |
|                                            |                                      |                           |                           |                          |                          |        |
|                                            | La République en marche              | 17 639                    | 28,46                     | 24 927                   | 49,58                    | 0      |
|                                            | La France insoumise                  | 12 102                    | 19,53                     | 25 346                   | 50,42                    | 2      |
|                                            | Parti socialiste                     | 9 694                     | 15,64                     |                          |                          |        |
|                                            | Front national                       | 8 055                     | 13,00                     |                          |                          |        |
|                                            | Les Républicains                     | 6 252                     | 10,09                     |                          |                          |        |
|                                            | Europe Écologie Les Verts            | 2 546                     | 4,11                      |                          |                          |        |
|                                            | Equipe au Service des Ariégeois      | 2 197                     | 3,54                      |                          |                          |        |
|                                            | Parti communiste français            | 1 600                     | 2,58                      |                          |                          |        |
|                                            | Union populaire républicaine         | 452                       | 0,72                      |                          |                          |        |
|                                            | Lutte ouvrière                       | 432                       | 0,69                      |                          |                          |        |
|                                            | Divers écologistes                   | 416                       | 0,67                      |                          |                          |        |
|                                            | Union des démocrates et indépendants | 327                       | 0,53                      |                          |                          |        |
|                                            | Debout la France                     | 258                       | 0,42                      |                          |                          |        |
| Source : Ministère de l'Intérieur - Ariège |                                      |                           |                           |                          |                          |        |

### Résultats par circonscription

#### Première circonscription
Député sortant : Frédérique Massat (Parti socialiste).
|                                                                          |                                                                                      |                           |                           |                          |                          |
|                                                                          |                                                                                      | Premier tour 11 juin 2017 | Premier tour 11 juin 2017 | Second tour 18 juin 2017 | Second tour 18 juin 2017 |
|                                                                          |                                                                                      |                           |                           |                          |                          |
|                                                                          |                                                                                      | Nombre                    | % des inscrits            | Nombre                   | % des inscrits           |
| Inscrits                                                                 | Inscrits                                                                             | 56 735                    | 100,00                    | 56 730                   | 100,00                   |
| Abstentions                                                              | Abstentions                                                                          | 25 471                    | 44,89                     | 28 115                   | 49,56                    |
| Votants                                                                  | Votants                                                                              | 31 264                    | 55,11                     | 28 615                   | 50,44                    |
|                                                                          |                                                                                      |                           | % des votants             |                          | % des votants            |
| Bulletins blancs                                                         | Bulletins blancs                                                                     | 699                       | 2,24                      | 1 966                    | 6,87                     |
| Bulletins nuls                                                           | Bulletins nuls                                                                       | 329                       | 1,05                      | 1 240                    | 4,33                     |
| Suffrages exprimés                                                       | Suffrages exprimés                                                                   | 30 236                    | 96,71                     | 25 409                   | 88,80                    |
|                                                                          |                                                                                      |                           |                           |                          |                          |
| Candidat Étiquette politique (partis et alliances)                       | Candidat Étiquette politique (partis et alliances)                                   | Voix                      | % des exprimés            | Voix                     | % des exprimés           |
|                                                                          |                                                                                      |                           |                           |                          |                          |
|                                                                          | Jérôme Azema La République en marche                                                 | 9 478                     | 31,35                     | 12 633                   | 49,72                    |
|                                                                          | Bénédicte Taurine La France insoumise                                                | 6 125                     | 20,26                     | 12 776                   | 50,28                    |
|                                                                          | Martine Esteban Parti socialiste (Parti radical de gauche)                           | 4 093                     | 13,54                     |                          |                          |
|                                                                          | Laurence Lefort Front national                                                       | 3 618                     | 11,97                     |                          |                          |
|                                                                          | Éric Donzé Equipe au service des Ariégeois                                           | 2 197                     | 7,27                      |                          |                          |
|                                                                          | Marie-Noëlle Samarcq Les Républicains                                                | 1 616                     | 5,34                      |                          |                          |
|                                                                          | Florence Cortès Europe Écologie Les Verts                                            | 1 275                     | 4,22                      |                          |                          |
|                                                                          | José Navarro Parti communiste français                                               | 929                       | 3,07                      |                          |                          |
|                                                                          | Jean-François Astier Écologiste (Mouvement 100 % - Alliance écologiste indépendante) | 416                       | 1,38                      |                          |                          |
|                                                                          | Robin Cassan Union populaire républicaine                                            | 258                       | 0,85                      |                          |                          |
|                                                                          | Gisèle Lapeyre Lutte ouvrière                                                        | 231                       | 0,76                      |                          |                          |
| Source : Ministère de l'Intérieur - Première circonscription de l'Ariège |                                                                                      |                           |                           |                          |                          |

#### Deuxième circonscription
Député sortant : Alain Fauré (Parti socialiste).
|                                                                          |                                                                 |                           |                           |                          |                          |
|                                                                          |                                                                 | Premier tour 11 juin 2017 | Premier tour 11 juin 2017 | Second tour 18 juin 2017 | Second tour 18 juin 2017 |
|                                                                          |                                                                 |                           |                           |                          |                          |
|                                                                          |                                                                 | Nombre                    | % des inscrits            | Nombre                   | % des inscrits           |
| Inscrits                                                                 | Inscrits                                                        | 60 698                    | 100,00                    | 60 675                   | 100,00                   |
| Abstentions                                                              | Abstentions                                                     | 28 084                    | 46,27                     | 32 094                   | 52,89                    |
| Votants                                                                  | Votants                                                         | 32 614                    | 53,73                     | 28 581                   | 47,11                    |
|                                                                          |                                                                 |                           | % des votants             |                          | % des votants            |
| Bulletins blancs                                                         | Bulletins blancs                                                | 600                       | 1,84                      | 2 184                    | 7,64                     |
| Bulletins nuls                                                           | Bulletins nuls                                                  | 277                       | 0,85                      | 1 533                    | 5,36                     |
| Suffrages exprimés                                                       | Suffrages exprimés                                              | 31 737                    | 97,31                     | 24 864                   | 86,99                    |
|                                                                          |                                                                 |                           |                           |                          |                          |
| Candidat Étiquette politique (partis et alliances)                       | Candidat Étiquette politique (partis et alliances)              | Voix                      | % des exprimés            | Voix                     | % des exprimés           |
|                                                                          |                                                                 |                           |                           |                          |                          |
|                                                                          | Huguette Bertrand-Vinzérich La République en marche             | 8 161                     | 25,71                     | 12 294                   | 49,44                    |
|                                                                          | Michel Larive La France insoumise                               | 5 977                     | 18,83                     | 12 570                   | 50,56                    |
|                                                                          | Alain Fauré (député sortant) Parti socialiste                   | 5 602                     | 17,65                     |                          |                          |
|                                                                          | Philippe Calleja Les Républicains                               | 4 636                     | 14,61                     |                          |                          |
|                                                                          | Bernard Gondran Front national                                  | 4 437                     | 13,98                     |                          |                          |
|                                                                          | Jérôme Brosseron Europe Écologie Les Verts                      | 1 272                     | 4,01                      |                          |                          |
|                                                                          | Vincent Heredia Parti communiste français                       | 671                       | 2,11                      |                          |                          |
|                                                                          | Bernadette Dedieu-Coumenay Union des démocrates et indépendants | 327                       | 1,03                      |                          |                          |
|                                                                          | Guy Djedaini Debout la France                                   | 259                       | 0,82                      |                          |                          |
|                                                                          | Berthe Ratsimba Lutte ouvrière                                  | 201                       | 0,63                      |                          |                          |
|                                                                          | Dominique Allemand Union populaire républicaine                 | 194                       | 0,61                      |                          |                          |
| Source : Ministère de l'Intérieur - Deuxième circonscription de l'Ariège |                                                                 |                           |                           |                          |                          |